# Coronel Suárez (Buenos Aires)
Coronel Suárez is een plaats in het Argentijnse bestuurlijke gebied Coronel Suárez in de provincie Buenos Aires. De plaats telt 23.621 inwoners.